# Polystichum dmitrievae
Polystichum dmitrievae är en träjonväxtart som beskrevs av A. Askerov. Polystichum dmitrievae ingår i släktet Polystichum och familjen Dryopteridaceae. Inga underarter finns listade.